# 8207 Suminao
8207 Suminao eller 1994 YS1 är en asteroid i huvudbältet som upptäcktes den 31 december 1994 av den japanska astronomen Takao Kobayashi vid Ōizumi-observatoriet. Den är uppkallad efter Suminao Murakam.
Asteroiden har en diameter på ungefär 3 kilometer.